# Moravany (Ronov nad Doubravou)
Moravany je malá vesnice, část města Ronov nad Doubravou v okrese Chrudim. Nachází se asi 4,5 km na jih od Ronova nad Doubravou. V roce 2009 zde bylo evidováno 46 adres. V roce 2001 zde trvale žilo 68 obyvatel.
Moravany leží v katastrálním území Moravany u Ronova o rozloze 4,12 km2.
Ve vsi je zámek chráněný jako kulturní památka České republiky.